# Rafael Ortega (boxeador)
Rafael Ortega (Ciudad de Panamá, Panamá, 25 de septiembre de 1950) es un exboxeador profesional. El punto culminante de su carrera llegó en 1977, cuando ganó el título mundial de peso pluma de la AMB.

## Carrera Profesional
Ortega inició su carrera profesional el 24 de enero de 1970, en la Ciudad de Colón, Panamá frente a Roberto Javier. La pelea duró cuatro asaltos y Ortega fue anunciado como ganador por decisión unánime. Ortega pelearía por primera vez fuera de Panamá el 16 de febrero de 1972, mientras viajaba a la ciudad de Nueva York, Estados Unidos para enfrentar a Fernando Jiménez. Ortega llegó a Nueva York con un récord invicto después de 9 peleas (incluidos 4 empates) y sumó aún más sus victorias con una victoria por decisión en ocho asaltos. Luego ganó dos peleas más en Nueva York y también pelearía en El Salvador al principio de su carrera El 15 de diciembre de 1973, Ortega peleó por su primer título. El campeón fue Rigoberto Riasco, quien ostentaba el título pluma panameño. Riasco retuvo su título con una decisión unánime en doce asaltos y luego ganaría el título de peso súper gallo del CMB. Durante sus siguientes 7 peleas, Ortega acumuló un récord de 5 victorias, 1 derrota y 1 empate mientras peleaba en México, Venezuela y Sudáfrica, así como también en Panamá. El 15 de enero de 1977, Ortega luchó contra Francisco Coronado por el título vacante de peso pluma de la AMB. Después de quince asaltos, las tarjetas se revelaron como: 146-143, 146-143 y 144-143, todas a favor de Ortega, quien se llevó el título por decisión unánime. Para su primera defensa del título, Ortega viajó a Okinawa, Japón, para enfrentarse a Flipper Uehara en su ciudad natal. Ortega retuvo su título con otra decisión unánime y en el proceso derribó a Uehara en el primer y cuarto asalto con ganchos de izquierda. Para la siguiente defensa de su título Ortega viajó a Cantabria, España, que era la ciudad natal del retador Cecilio Lastra. Una multitud estimada de 6.300 personas vio a Lastra derribar a Ortega en el tercer asalto con un sólido jab de izquierda y ganar el título por decisión dividida después de dominar la pelea. Ortega no regresó al boxeo hasta 1984 cuando ganó por decisión unánime a Ernesto Arce. Esta iba a ser su última victoria ya que, en su pelea final, perdió ante Virgilio Barrera por nocaut técnico el 14 de abril de 1984.

## Récord Profesional
| 22 Ganadas (6 knockouts), 4 Derrotas(1 knockouts), 5 Empates |        |                           |      |              |            |                                                         |                                      |
| Res.                                                         | Récord | Oponente                  | Tipo | Round Tiempo | Fecha      | Lugar                                                   | Notas                                |
| P                                                            | 22-4-5 | Virgilio Barrera          | TKO  | 6 (10)       | 1984-04-14 | Gimnasio Neco de la Guardia, Ciudad de Panamá, Panamá   |                                      |
| G                                                            | 22-3-5 | Ernesto Arce              | UD   | 10 (10)      | 1984-02-18 | Gimnasio Nuevo Panamá, Juan Díaz, Panamá                |                                      |
| P                                                            | 21-3-5 | Cecilio Lastra            | SD   | 15 (15)      | 1977-12-17 | Mercado Nacional de Ganados, Torrelavega, España        | Pierde el título mundial Pluma AMB   |
| G                                                            | 21-2-5 | Flipper Uehara            | UD   | 15 (15)      | 1977-05-29 | Onoyama Gym, Naha, Japón                                | Defiende el título mundial Pluma AMB |
| G                                                            | 20-2-5 | Francisco Coronado        | UD   | 15 (15)      | 1977-01-15 | Gimnasio Nuevo Panamá, Juan Díaz, Panamá                | Gana el título mundial Pluma AMB     |
| G                                                            | 19-2-5 | Armando Pérez             | UD   | 10 (10)      | 1976-06-26 | Gimnasio Nuevo Panamá, Juan Díaz, Panamá                |                                      |
| G                                                            | 18-2-5 | Reynaldo Hidalgo          | TKO  | 8 (10)       | 1976-01-17 | Gimnasio Nuevo Panamá, Juan Díaz, Panamá                |                                      |
| G                                                            | 17-2-5 | Gideon Toughie Borias     | PTS  | 10 (10)      | 1975-08-23 | Wembley Stadium, Johannesburgo, Sudáfrica               |                                      |
| E                                                            | 16-2-5 | Niliberto Herrera         | PTS  | 10 (10)      | 1975-05-31 | Plaza de Toros Monumental, Maracaibo, Venezuela         |                                      |
| G                                                            | 16-2-4 | Rodolfo Francis           | MD   | 10 (10)      | 1975-02-15 | Gimnasio Nuevo Panamá, Juan Díaz, Panamá                |                                      |
| P                                                            | 15-2-4 | Chucho Castillo           | UD   | 10 (10)      | 1974-09-14 | Arena México, Colonia Doctores, México                  |                                      |
| G                                                            | 15-1-4 | José Torres               | KO   | 2 (10)       | 1974-06-29 | Arena Coliseo, Guadalajara, México                      |                                      |
| P                                                            | 14-1-4 | Rigoberto Riasco          | UD   | 12 (12)      | 1973-12-15 | Gimnasio Nuevo Panamá, Juan Díaz, Panamá                | Por el título Pluma CBPP             |
| G                                                            | 14-0-4 | Orlando Natera            | UD   | 10 (10)      | 1973-09-01 | Gimnasio Neco de la Guardia, Ciudad de Panamá, Panamá   |                                      |
| G                                                            | 13-0-4 | Benjamín Ramírez          | UD   | 10 (10)      | 1973-06-16 | Gimnasio Nuevo Panamá, Juan Díaz, Panamá                |                                      |
| G                                                            | 12-0-4 | Jesús Santis              | TKO  | 6 (10)       | 1973-05-12 | Gimnasio Nuevo Panamá, Juan Díaz, Panamá                |                                      |
| G                                                            | 11-0-4 | Reynaldo Mendoza          | PTS  | 10 (10)      | 1972-09-16 | Gimnasio Nacional, San Salvador, El Salvador            |                                      |
| G                                                            | 10-0-4 | Norberto Reyes Blanquicet | KO   | 7 (10)       | 1972-09-02 | Gimnasio Nuevo Panamá, Juan Díaz, Panamá                |                                      |
| G                                                            | 9-0-4  | Ismael Escobar            | SD   | 10 (10)      | 1972-06-17 | Gimnasio Nuevo Panamá, Juan Díaz, Panamá                |                                      |
| G                                                            | 8-0-4  | Carlos Zayas              | KO   | 2 (?)        | 1972-03-22 | Sunnyside Garden, Queens, Estados Unidos                |                                      |
| G                                                            | 7-0-4  | Herberto Cintrón          | PTS  | 8 (8)        | 1972-02-29 | Westchester County Center, White Plains, Estados Unidos |                                      |
| G                                                            | 6-0-4  | Fernando Jiménez          | PTS  | 8 (8)        | 1972-02-16 | Sunnyside Garden, Queens, Estados Unidos                |                                      |
| G                                                            | 5-0-4  | Víctor Hoyte              | TKO  | 8 (8)        | 1971-12-18 | Gimnasio Nuevo Panamá, Juan Díaz, Panamá                |                                      |
| E                                                            | 4-0-4  | Mario De León             | PTS  | 10 (10)      | 1971-09-25 | Gimnasio Neco de la Guardia, Ciudad de Panamá, Panamá   |                                      |
| G                                                            | 4-0-3  | José Jiménez              | PTS  | 6 (6)        | 1971-06-27 | Gimnasio Neco de la Guardia, Ciudad de Panamá, Panamá   |                                      |
| E                                                            | 3-0-3  | Ismael Escobar            | PTS  | 8 (8)        | 1971-03-21 | Gimnasio Nuevo Panamá, Juan Díaz, Panamá                |                                      |
| E                                                            | 3-0-2  | José Jiménez              | PTS  | 4 (4)        | 1970-10-31 | Gimnasio Nuevo Panamá, Juan Díaz, Panamá                |                                      |
| E                                                            | 3-0-1  | Javier Espinosa           | PTS  | 4 (4)        | 1970-07-26 | Gimnasio Neco de la Guardia, Ciudad de Panamá, Panamá   |                                      |
| G                                                            | 3-0    | Tranquita Brown           | PTS  | 4 (4)        | 1970-05-31 | Gimnasio Neco de la Guardia, Ciudad de Panamá, Panamá   |                                      |
| G                                                            | 2-0    | Tranquita Brown           | PTS  | 4 (4)        | 1970-04-18 | Gimnasio Neco de la Guardia, Ciudad de Panamá, Panamá   |                                      |
| G                                                            | 1-0    | Roberto Javier            | UD   | 4 (4)        | 1970-01-24 | Arena de Colón, Colón, Panamá                           |                                      |